# 愛須春伽
愛須 春伽（あいす はるか、1993年3月12日 - ）は、日本の女性ファッションモデル、タレント。タンバリンアーティスツに所属していた。

## 略歴
2005年、ローティーン向けファッション雑誌「ピチレモン」（学研）の第12回読者モデルオーディションで準グランプリを獲得。同年6月号より専属モデル（ピチモ）として活動。2008年にピチモを卒業。
2007年、ピポ☆エンジェルズに新メンバーとして加入する。

## 出演

### テレビ番組
- ピチスタ（テレ玉、2006年）

### イベント
- ピチレモン夏まつり（学研、2005年7月）
- 東京ゲームショウ NTTドコモブース内バンダイネットワークスコーナー「ガンダムシードデスティニー」（2006年9月）
- ピチレモンフェスタ（学研、2006年10月）

### スチル
- KOWA（ペンティーズ、2005年）カタログモデル

### 雑誌
- ピチレモン（学研、2005年6月号 - 2008年9月号）専属モデル